# چاینز گات تلنت
چاینز گات تلنت (به چینی: 中国达人秀) یک سری تلویزیونی واقع‌نمای چینی در تلویزیون دراگن و بخشی از مجموعه گات تلنت است که به میزبانی چنگ لی برگزار می‌شود. این نمایش استعدادیابی است که انواع مختلفی از اجراهای مختلف در سنین مختلف را برای انجام قرارداد با فریمتل‌مدیا و سونی میوزیک دارد. این نمایش تولید مشترک بین فریمنتل‌مدیا، گروه رسانه‌ای شانگهای، رادیو و تلویزیون شانگهای و سایکو است.
در تاریخ ۱۷ ژانویه ۲۰۱۱، تلویزیون دراگن اعلام کرد که سری ۲ این نمایش آغاز شده‌است. تلویزیون دراگن همچنین اعلام کرد دو سری از این نمایش در سال ۲۰۱۱ است.